# Jumellea confusa
Jumellea confusa là một loài thực vật có hoa trong họ Lan. Loài này được (Schltr.) Schltr. mô tả khoa học đầu tiên năm 1915.

## Hình ảnh

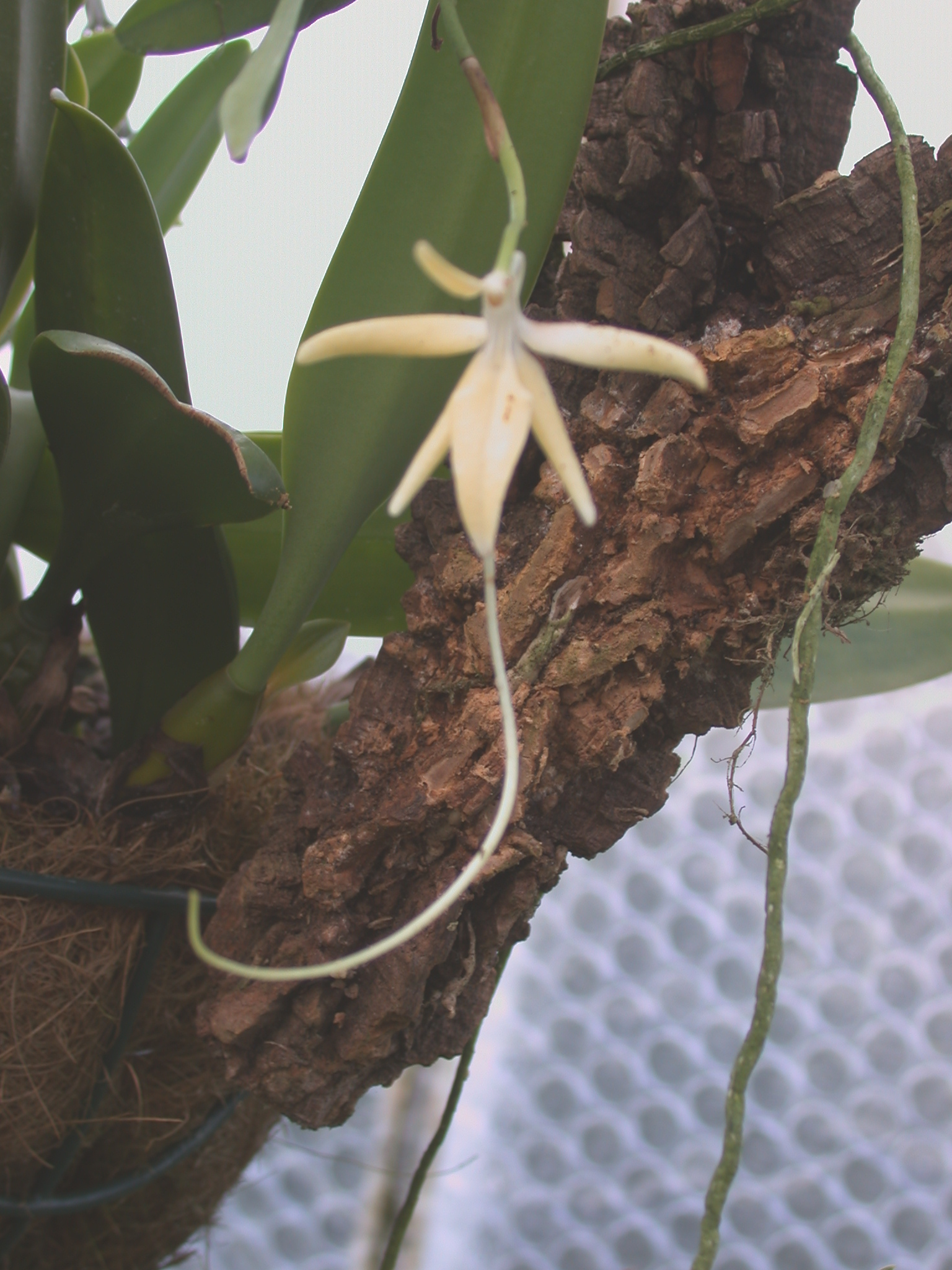
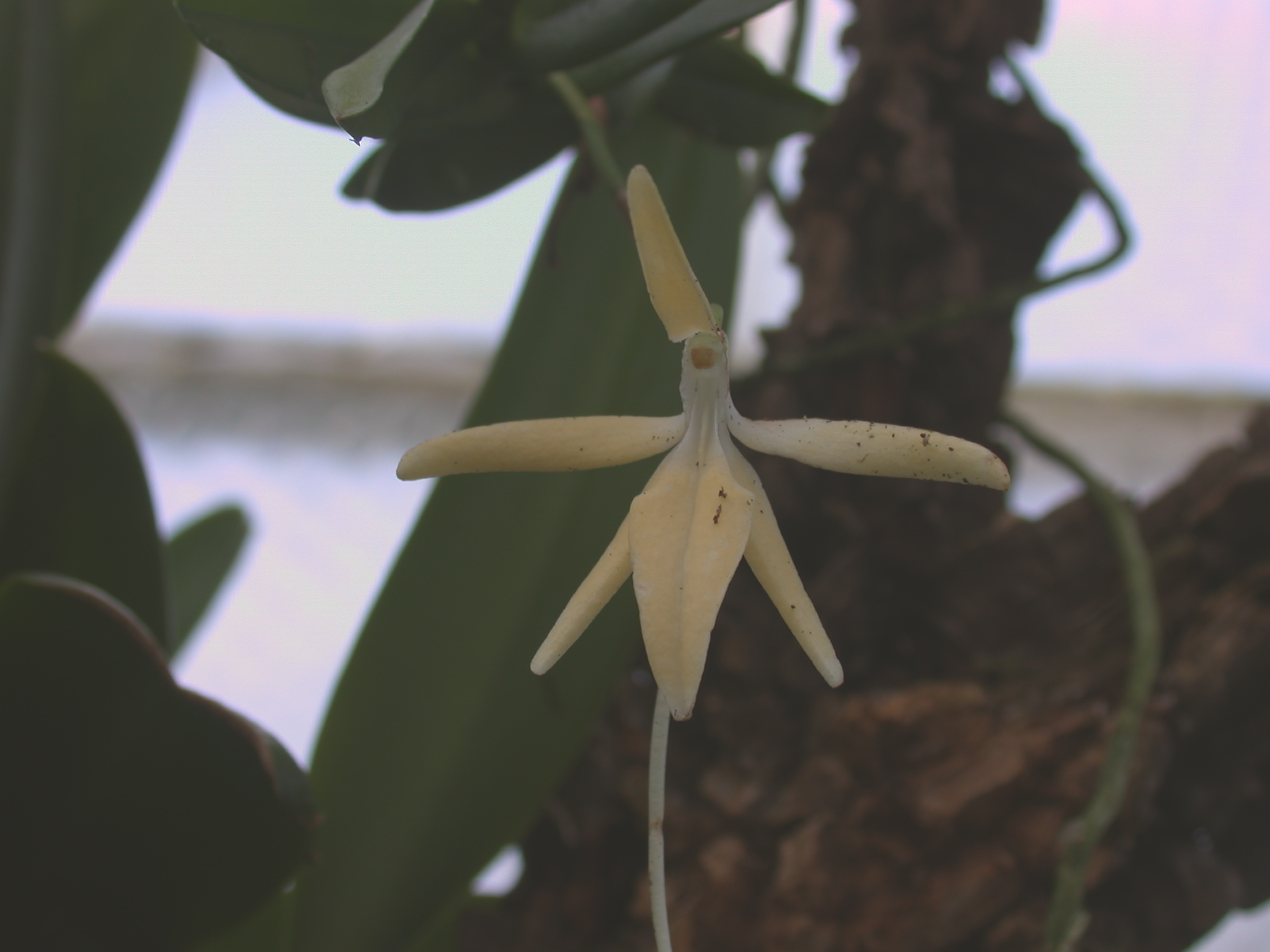